# Troika (triumvirato)
Il termine troika (dal russo тройка, trojka, terzina) è usato solitamente per indicare un triumvirato, ossia un comitato costituito da tre persone.

## Paesi comunisti
Il termine è stato usato per descrivere il governo degli stati comunisti, riferendosi alla struttura formata dal capo del Partito, dal capo del Governo e il capo dello Stato. Questo si è propriamente realizzato nei periodi in cui le posizioni erano occupate da tre persone diverse, e il capo del partito non era il solo detentore del potere politico. La troika più nota è stata quella che ha governato brevemente nel periodo successivo alla morte di Stalin, composta da: Georgij Maksimilianovič Malenkov, Lavrentiy Beria, e Nikita Sergeevič Chruščёv.

### La troika dell'NKVD
Durante l'era stalinista, la troika dell'NKVD era una commissione composta da un membro del Narodnyj Komissariat Vnutrennich Del (Commissariato del Popolo per gli Affari Interni), da un rappresentante dell'Ufficio della Procura e dal segretario locale del Partito Comunista dell'Unione Sovietica, che sostituiva la normale struttura legale allo scopo di perseguire in modo molto rapido i dissidenti o chiunque fosse accusato di crimini politici. L'abuso di questo strumento repressivo si accentuò nel cosiddetto periodo delle grandi purghe diffondendo il terrore nel Paese. L'NKVD fu abolito nel settembre del 1953, subito dopo la morte di Stalin, e le sue strutture sono confluite nel KGB.

## Unione europea

### Troika europea
Nell'Unione europea, si parla spesso di troika guardando al gruppo composto dal presidente uscente, dal presidente attuale e dal presidente venturo del Consiglio dell'Unione, i quali talvolta lavorano insieme sulle iniziative di politica estera. Con l'entrata in vigore, il 1º dicembre 2009, del Trattato di Lisbona (che aggiorna i precedenti Trattati europei), la presidenza del Consiglio Europeo non segue più il meccanismo della rotazione semestrale, ma è divenuta permanente (il Presidente ha un mandato della durata di due anni e mezzo).

### Troika economica
Sempre in ambito europeo, il termine è stato largamente utilizzato per indicare la delegazione tripartita formata dagli emissari di Banca centrale europea, Fondo Monetario Internazionale e Commissione europea che si è occupata della questione riguardante la crisi economica della Grecia e il possibile default nel 2011–2012.
Precedentemente fu utilizzato giornalisticamente in Italia per indicare collettivamente i ministri delle finanze, del tesoro e del bilancio prima che i relativi ministeri fossero uniti alla fine degli anni '90 del XX secolo.

## Altri riferimenti
Il termine fu utilizzato anche alla presidenza della Repubblica del Sudafrica dal 1881 al 1883, quando fu governata allo stesso tempo da Marthinus Wessel Pretorius, Paul Kruger e Petrus Jacobus Joubert.